# Fabio Albarelli
Fabio Albarelli (Verona, 26 giugno 1943 – Verona, 4 ottobre 1995) è stato un velista italiano, vincitore di una medaglia nella classe finn della vela ai Giochi olimpici di Città del Messico 1968.

## Carriera
In carriera ha partecipato a due edizioni dei Giochi olimpici, Città del Messico 1968 e Montréal 1976.
1956 Campionato Italiano Classe Dinghy 1 Classificato, 1965 Campionato Italiano Classe Finn 1 Classificato,
1965 Campionato Austriaco Classe Finn 1 Classificato, 1967 Campionato Europeo Classe Finn 7 Classificato,
1968 Campionato Italiano Classe Finn 1 Classificato,
1969 Campionato Mondiale Classe Finn 18 Classificato,
1970 Campionato Mondiale Classe Finn 18 Classificato,
1971 Campionato Italiano Classe Finn 1 Classificato,
1972 Campionato Mondiale Classe Finn 4 Classificato,
1973 Campionato Italiano Classe Soling 1 Classificato,
1974 Campionato Italiano Classe Soling 1 Classificato, 1982 Campionato Mondiale 6 classe IOR 1 Classificato

## Palmarès
| Anno | Manifestazione  | Sede              | Risultato | Gara        |
| ---- | --------------- | ----------------- | --------- | ----------- |
| 1968 | Giochi olimpici | Città del Messico | Bronzo    | Classe finn |